# Parem
Parem (o Param) è un'isoletta delle Caroline. Amministrativamente è una municipalità del Distretto Nomoneas Meridionali, di Chuuk, uno degli Stati Federati di Micronesia.
Ha 395 abitanti (Census 2008).